# Rattanpálmafajok listája
A következő lista a rattanpálmafajokat tartalmazza ábécérendben:
- Calamus acamptostachys
- Calamus acanthochlamys
- Calamus acanthophyllus
- Calamus acanthospathus
- Calamus acaulis
- Calamus acehensis
- Calamus acidus
- Calamus acuminatus
- Calamus adspersus
- Calamus affinis
- Calamus aidae
- Calamus albidus
- Calamus albus
- Calamus altiscandens
- Calamus amplijugus
- Calamus andamanicus
- Calamus angustifolius
- Calamus anomalus
- Calamus arborescens
- Calamus arfakianus
- Calamus aruensis
- Calamus arugda
- Calamus ashtonii
- Calamus asperrimus
- Calamus asteracanthus
- Calamus ater
- Calamus australis
- Calamus austroguangxiensis
- Calamus axillaris
- Calamus bachmaensis
- Calamus bacularis
- Calamus badius
- Calamus balerensis
- Calamus balingensis
- Calamus banggiensis
- Calamus bankae
- Calamus baratangensis
- Calamus barbatus
- Calamus barfodii
- Calamus basui
- Calamus batanensis
- Calamus batoensis
- Calamus beccarii
- Calamus beguinii
- Calamus benkulensis
- Calamus bicolor
- Calamus billitonensis
- Calamus bimaniferus
- Calamus binnendijkii
- Calamus blumei
- Calamus boniensis
- Calamus bousigonii
- Calamus brachypodus
- Calamus brandisii
- Calamus brassii
- Calamus brevicaulis
- Calamus brevifolius
- Calamus bulubabi
- Calamus burckianus
- Calamus burkillianus
- Calamus buroensis
- Calamus caesius
- Calamus calapparius
- Calamus calicarpus
- Calamus calospathus
- Calamus caryotoides
- Calamus castaneus
- Calamus cawa
- Calamus centralis
- Calamus ceratophorus
- Calamus cheirophyllus
- Calamus ciliaris
- Calamus clemensianus
- Calamus cockburnii
- Calamus collariferus
- Calamus compsostachys
- Calamus comptus
- Calamus concinnus
- Calamus concolor
- Calamus confusus
- Calamus congestiflorus
- Calamus conirostris
- Calamus conjugatus
- Calamus conspectus
- Calamus convallium
- Calamus corneri
- Calamus corrugatus
- Calamus crassifolius
- Calamus crinitus
- Calamus crispus
- Calamus cristatus
- Calamus croftii
- Calamus cumingianus
- Calamus curag
- Calamus curranii
- Calamus cuthbertsonii
- Calamus daemonoropoides
- Calamus dasyacanthus
- Calamus deerratus
- Calamus delessertianus
- Calamus delicatulus
- Calamus densiflorus
- Calamus depauperatus
- Calamus depressiusculus
- Calamus dianbaiensis
- Calamus didymocarpus
- Calamus didymophyllus
- Calamus diepenhorstii
- Calamus digitatus
- Calamus dilaceratus
- Calamus dimorphacanthus
- Calamus dioicus
- Calamus discolor
- Calamus distentus
- Calamus divaricatus
- Calamus dongnaiensis
- Calamus draco
- Calamus dracunculus
- Calamus dransfieldii
- Calamus dumetosus
- Calamus egregius
- Calamus elmerianus
- Calamus elongatus
- Calamus elopurensis
- Calamus endauensis
- Calamus epetiolaris
- Calamus equestris
- Calamus erectus
- Calamus erinaceus
- Calamus erioacanthus
- Calamus essigii
- Calamus eugenei
- Calamus evansii
- Calamus exilis
- Calamus eximius
- Calamus faberi
- Calamus farinosus
- Calamus fertilis
- Calamus filipendulus
- Calamus filispadix
- Calamus fimbriatus
- Calamus fissijugatus
- Calamus fissilis
- Calamus fissus
- Calamus flabellatus
- Calamus flagellum
- Calamus flavinervis
- Calamus flexilis
- Calamus floribundus
- Calamus forbesii
- Calamus formicarius
- Calamus formosanus
- Calamus foxworthyi
- Calamus fuscus
- Calamus gamblei
- Calamus geniculatus
- Calamus georgei
- Calamus gibbsianus
- Calamus glaucescens
- Calamus godefroyi
- Calamus gogolensis
- Calamus gonospermus
- Calamus gracilipes
- Calamus gracilis
- Calamus graminosus
- Calamus grandifolius
- Calamus grandis
- Calamus gregisectus
- Calamus griseus
- Calamus guruba
- Calamus hainanensis
- Calamus hallierianus
- Calamus halmaherensis
- Calamus harmandii
- Calamus hartmannii
- Calamus henryanus
- Calamus hepburnii
- Calamus heteracanthus
- Calamus heteroideus
- Calamus hirsutus
- Calamus hispidulus
- Calamus holttumii
- Calamus hookerianus
- Calamus horridus
- Calamus hukaungensis
- Calamus humboldtianus
- Calamus hypertrichosus
- Calamus hypoleucus
- Calamus impar
- Calamus ingens
- Calamus inopinatus
- Calamus inops
- Calamus insignis
- Calamus interruptus
- Calamus javensis
- Calamus jenkinsianus
- Calamus jenningsianus
- Calamus johndransfieldii
- Calamus johnsii
- Calamus kampucheaensis
- Calamus kandariensis
- Calamus karnatakensis
- Calamus karuensis
- Calamus kebariensis
- Calamus keyensis
- Calamus kiahii
- Calamus kingianus
- Calamus kjellbergii
- Calamus klossii
- Calamus komsaryi
- Calamus kontumensis
- Calamus koordersianus
- Calamus korthalsii
- Calamus kunstleri
- Calamus kurzianus
- Calamus lacciferus
- Calamus laevigatus
- Calamus lakshmanae
- Calamus lambirensis
- Calamus lamprolepis
- Calamus laoensis
- Calamus lateralis
- Calamus latifolius
- Calamus latispinus
- Calamus lauterbachii
- Calamus laxissimus
- Calamus ledermannianus
- Calamus leiocaulis
- Calamus leloi
- Calamus leptopus
- Calamus leptospadix
- Calamus leptostachys
- Calamus lewisianus
- Calamus lobbianus
- Calamus loherianus
- Calamus longibracteatus
- Calamus longipes
- Calamus longipinna
- Calamus longisetus
- Calamus longispathus
- Calamus longispinosus
- Calamus longistipes
- Calamus lucysmithiae
- Calamus luridus
- Calamus luteus
- Calamus macgregorii
- Calamus macrochlamys
- Calamus macrophyllus
- Calamus macropterus
- Calamus macrorhynchus
- Calamus macrosphaerion
- Calamus maculatus
- Calamus maiadum
- Calamus malawaliensis
- Calamus manan
- Calamus manii
- Calamus manillensis
- Calamus marginatus
- Calamus maritimus
- Calamus mattanensis
- Calamus maturbongsii
- Calamus mayrii
- Calamus megalocarpus
- Calamus megaphyllus
- Calamus meghalayensis
- Calamus melanacanthos
- Calamus melanochaetes
- Calamus melanochrous
- Calamus melanoloma
- Calamus melanorhynchus
- Calamus mellitus
- Calamus merrillii
- Calamus mesilauensis
- Calamus metzianus
- Calamus micracanthus
- Calamus micranthus
- Calamus microcarpus
- Calamus microsphaerion
- Calamus microstachys
- Calamus minahassae
- Calamus mindorensis
- Calamus minor
- Calamus minutus
- Calamus mirabilis
- Calamus mitis
- Calamus modestus
- Calamus mogeae
- Calamus mogeanus
- Calamus mollis
- Calamus mollispinus
- Calamus monticola
- Calamus moorei
- Calamus moorhousei
- Calamus moseleyanus
- Calamus moszkowskianus
- Calamus moti
- Calamus muelleri
- Calamus multinervis
- Calamus multisetosus
- Calamus multispicatus
- Calamus muricatus
- Calamus myriacanthus
- Calamus myriocarpus
- Calamus myriocladus
- Calamus nagbettai
- Calamus nambariensis
- Calamus nanduensis
- Calamus nannostachys
- Calamus nanodendron
- Calamus neelagiricus
- Calamus nematospadix
- Calamus nicobaricus
- Calamus nielsenii
- Calamus niger
- Calamus nigricans
- Calamus nuichuaensis
- Calamus oblatus
- Calamus oblongus
- Calamus occidentalis
- Calamus ochrolepis
- Calamus ocreatus
- Calamus oligolepis
- Calamus oligophyllus
- Calamus oligostachys
- Calamus opacus
- Calamus optimus
- Calamus oresbius
- Calamus ornatus
- Calamus ornatus
- Calamus orthostachyus
- Calamus ovoideus
- Calamus oxleyanus
- Calamus oxycarpus
- Calamus oxycoccus
- Calamus pachypus
- Calamus pachyrostris
- Calamus pachystachys
- Calamus pachystemonus
- Calamus padangensis
- Calamus palembanicus
- Calamus palustris
- Calamus pandanosmus
- Calamus pannosus
- Calamus papuanus
- Calamus parutan
- Calamus parvifructus
- Calamus parvulus
- Calamus paspalanthus
- Calamus paucijugus
- Calamus paulii
- Calamus pedicellaris
- Calamus pedicellatus
- Calamus penicillatus
- Calamus perakensis
- Calamus perakensis
- Calamus perakensis
- Calamus peregrinus
- Calamus periacanthus
- Calamus pholidostachys
- Calamus phuocbinhensis
- Calamus pilosellus
- Calamus pilosissimus
- Calamus pisicarpus
- Calamus plagiocyclus
- Calamus platyspathus
- Calamus poensis
- Calamus pogonacanthus
- Calamus pogonotium
- Calamus poilanei
- Calamus politus
- Calamus polycladus
- Calamus polystachys
- Calamus praetermissus
- Calamus prasinus
- Calamus prattianus
- Calamus pseudoconcolor
- Calamus pseudofeanus
- Calamus pseudomollis
- Calamus pseudorivalis
- Calamus pseudotenuis
- Calamus pseudoulur
- Calamus pseudozebrinus
- Calamus psilocladus
- Calamus pulaiensis
- Calamus pulcher
- Calamus pumilus
- Calamus pycnocarpus
- Calamus pygmaeus
- Calamus quangngaiensis
- Calamus quinquenervius
- Calamus radiatus
- Calamus radicalis
- Calamus radulosus
- Calamus ramulosus
- Calamus rarispinosus
- Calamus reinwardtii
- Calamus renukae
- Calamus reticulatus
- Calamus retroflexus
- Calamus reyesianus
- Calamus rhabdocladus
- Calamus rheedei
- Calamus rhomboideus
- Calamus rhytidomus
- Calamus ridleyanus
- Calamus riedelianus
- Calamus robinsonianus
- rotáng (Calamus rotang)
- Calamus ruber
- Calamus rudentum
- Calamus rugosus
- Calamus rumphii
- Calamus ruptilis
- Calamus ruvidus
- Calamus sabalensis
- Calamus sabensis
- Calamus sabut
- Calamus salicifolius
- Calamus samian
- Calamus sarasinorum
- Calamus sarawakensis
- Calamus sashaeű
- Calamus scabridulus
- Calamus scabrispathus
- Calamus scapigerus
- Calamus schaeferianus
- Calamus schistoacanthus
- Calamus schlechteri
- Calamus schlechterianus
- Calamus scipionum
- Calamus scleracanthus
- Calamus sedens
- Calamus sedisspirituum
- Calamus sekundurensis
- Calamus semierectus
- Calamus semoi
- Calamus senalingensis
- Calamus sepal
- Calamus sepikensis
- Calamus seriatus
- Calamus serpentinus
- Calamus serrulatus
- Calamus sessilifolius
- Calamus setulosus
- Calamus shendurunii
- Calamus siamensis
- Calamus siberutensis
- Calamus simplex
- Calamus simplicifolius
- Calamus singalanus
- Calamus siphonospathus
- Calamus solitarius
- Calamus sordidus
- Calamus spanostachys
- Calamus sparsiflorus
- Calamus speciosissimus
- Calamus spectabilis
- Calamus spectatissimus
- Calamus spicatus
- Calamus spiculiferus
- Calamus spinifolius
- Calamus spinulinervis
- Calamus spiralis
- Calamus stenophyllus
- Calamus stoloniferus
- Calamus suaveolens
- Calamus subangulatus
- Calamus subinermis
- Calamus sumbawensis
- Calamus symphysipus
- Calamus takanensis
- Calamus tanakadatei
- Calamus tapa
- Calamus temburongii
- Calamus temii
- Calamus tenompokensis
- Calamus tenuis
- Calamus tetradactyloides
- Calamus tetradactylus
- Calamus thwaitesii
- Calamus thysanolepis
- Calamus timorensis
- Calamus toli-toliensis
- Calamus tomentosus
- Calamus trachycoleus
- Calamus travancoricus
- Calamus treubianus
- Calamus trichrous
- Calamus trispermus
- Calamus tumidus
- Calamus ulur
- Calamus unifarius
- Calamus unijugus
- Calamus urdanetanus
- Calamus ursinus
- Calamus uschdraweitianus
- Calamus usitatus
- Calamus validus
- Calamus vattayila
- Calamus verticillaris
- Calamus vestitus
- Calamus vidalianus
- Calamus viminalis
- Calamus vinosus
- Calamus viridispinus
- Calamus viridissimus
- Calamus vitiensis wailong
- Calamus walkeriű
- Calamus wanggaii
- Calamus warburgii
- Calamus wari-wariensis
- Calamus whitmorei
- Calamus wightii
- Calamus winklerianus
- Calamus womersleyi
- Calamus wrightmyoensis
- Calamus wuliangshanensis
- Calamus yentuensis
- Calamus zebrinus
- Calamus zeylanicus
- Calamus zieckii
- Calamus zollingeri
- Calamus zonatus